# Теске, Хенрик
Хенрик Теске (нем. Henrik Teske; род. 28 февраля 1968) — немецкий шахматист, гроссмейстер (1996). По профессии — инженер-машиностроитель.
С шахматами познакомился в родительском доме. Там играл со своим старшим братом. В возрасте шести лет стал посещать шахматный клуб.
В 1985 году победил на чемпионате ГДР по блицу. Лучшие турнирные достижения: Гилфорд (1991) — 2-е, Карлсруэ (1991) — 3-е, Гифхорн (1992) — 3-е, Ваттенс (1998) — 1-е, Фронлайтен (1998) — 1-е, Гавана (1998) — 2-е и Бад-Вёрисхофен (2006) — 1-е места.

## Выступления за шахматные клубы

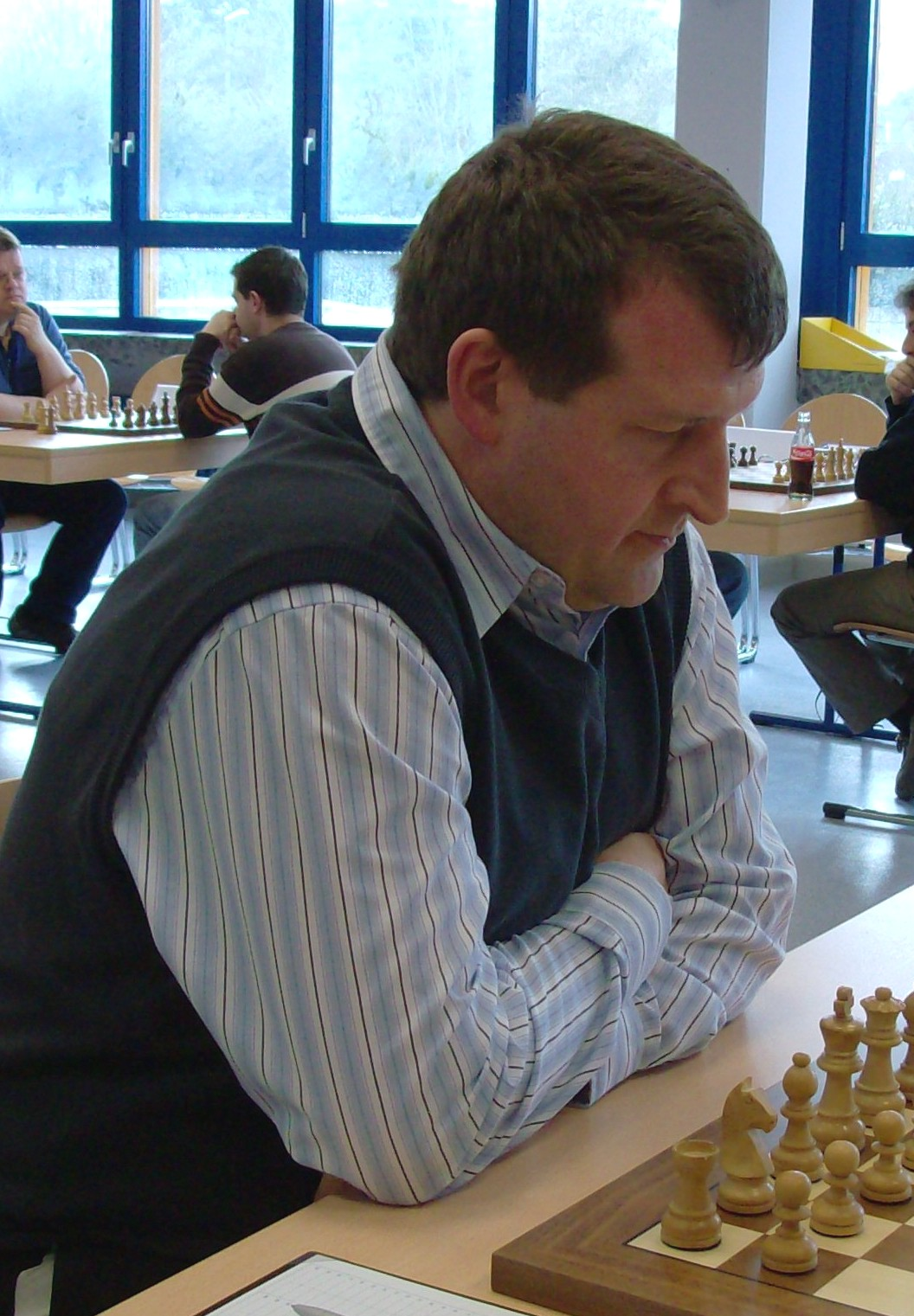
Хенрик Теске за игрой

Хенрик Теске играл за многие немецкие шахматные клубы. Играл в Бундеслиге в сезоне 1991/1992 в команде «SV Erfurt West», в период с 1992 по 1994 год был участником команды «SG Porz» в первой и второй бундеслиге. С 1994 по 1997 год играл в первой лиге за шахматный клуб «Dresdner SC», с которым дважды принимал участие в «European Club Cup». В сезоне 1997/1998 играл за «Empor Erfurt» в третьей лиге, после чего перешёл выступать за «TV Tegernsee», где играл до 2009 года в первой лиге, а также принимал участие в «European Club Cup» в 2005 году. В 2009 году перешёл в клуб «SC Remagen», с которым до 2012 года выступал в Бундеслиге, а в сезоне 2012/2013 в третьей лиге. С 2013 по 2015 год выступал за клуб «SV Glück auf Rüdersdorf». В сезоне 2016/2017 годов вновь перешёл в клуб «SV Empor Erfurt».
В Австрии Хенрик выступал с 1994 по 1996 год за команду «VÖEST Linz», а с 1998 по 2002 за «SK Merkur Graz», с которой победил на чемпионатах 1999, 2000, 2001 и 2002 годов. В составе последней трижды принял участие в «European Club Cup».

## Изменения рейтинга
| Графики недоступны из-за технических проблем. См. информацию на Фабрикаторе и на mediawiki.org. |